# 押忍！戰鬥！應援團
《押忍！戰鬥！應援團》，是由iNiS製作，任天堂發行在任天堂DS平台上的音樂遊戲軟體。遊戲以充滿強勁節奏的樂曲，搭配上搞笑的漫畫風格，充分利用任天堂DS的觸控螢幕給玩家帶來樂趣。
續編《燃燒！熱血韻律魂 押忍！戰鬥！應援團2》在2007年5月17日發行。

## 難度
1. 轻松的应援（気軽に応援） - 以新入團成員為主角，配合的節奏為最簡單的。
2. 果敢的应援（果敢に応援） - 以隊長為主角，中等速度的節奏。
3. 激烈的应援（激烈に応援） - 以團長為主角，更快更密集的節奏，對節奏時間控制的要求遠比上述兩者更為嚴謹。
4. 华丽的应援（華麗に応援） - 以女子啦啦隊為主角，難度最高的等級。節奏點消失的速度比激烈支援更快、更小，而且出現的方向也不同(通常是激烈支援的倒轉版本)。

## 曲目
1. &
  - 原唱：ASIAN KUNG-FU GENERATION
  - 本作演唱：
  - 遊戲中之應援求助者：
2. - 原唱：早安少女組
  - 本作演唱：；；；；
  - 遊戲中之應援求助者：
3. ！！　　　 
  - 原唱：
  - 本作演唱：
  - 遊戲中之應援求助者：賽馬馬匹
4. - 原唱：175R
  - 本作演唱：175R
  - 遊戲中之應援求助者：
5. - 原唱：THE BLUE HEARTS
  - 本作演唱：（Benvenuts）
  - 遊戲中之應援求助者：拉麵餐廳師傅
6. - 原唱：nobodyknows+
  - 本作演唱：BUGASHMAN；CANTAMAN；MOUSE-P；SAUSEN
  - 遊戲中之應援求助者：陶藝師
7. （熱情鼓動的結果）
  - 原唱：B'z
  - 本作演唱：
  - 遊戲中之應援求助者：教師
8. - 原唱：
  - 本作演唱：
  - 遊戲中之應援求助者：
9. - 原唱：
  - 本作演唱：NoB
  - 遊戲中之應援求助者：市長候選人
10. - 原唱：
  - 本作演唱：
  - 遊戲中之應援求助者：埃及艷后
11. One Night Carnival　 
  - 原唱：
  - 本作演唱：（South 2 Camp）
  - 遊戲中之應援求助者：小提琴演奏家
12. Over The Distance　
  - 原唱：
  - 本作演唱：
  - 遊戲中之應援求助者：
13. （太陽正在燃燒）
  - 原唱：THE YELLOW MONKEY
  - 本作演唱：
  - 遊戲中之應援求助者：
14. - 原唱：橘子新乐园
  - 本作演唱：BUGASHMAN；CANTAMAN；MOSS；MOUSE-P；SAUSEN；mimi；
  - 遊戲中之應援求助者：警察喬、丹（ジョー＆ダン）
15. READY STEADY GO　　　
  - 原唱：彩虹乐团
  - 本作演唱：
  - 遊戲中之應援求助者：地球

## 登場角色

### 應援團團員
- 小隊隊長：一本木 龍太（いっぽんぎ りゅうた）配音：佐佐木大輔
- 總團長：百目鬼 魁（どうめき かい）配音：鶴岡聰
- 新團員：田中 一（たなか はじめ）配音：石川大介
- 助手：齊藤 篤（さいとう あつし）配音：上別府仁資
- 助手：鈴木 一彻（すずき てつ）配音：稻村透
- 女子啦啦隊隊員：
  - 雨宮 沙耶花（あめみや さやか）配音：後藤麻衣
  - 神田 葵（かんだ あおい）配音：田中まや
  - 安娜·凌赫（アンナ・リンドハースト）配音：阿部幸惠

## 外部連結
- 官方網站 （页面存档备份，存于）（日語）
- 巴哈姆特